# Jingtou, Guangdong
Jingtou (kinesiska: 迳头) är en köping i sydöstra Kina. Den ligger i Fogang härad i staden Qingyuan i provinsen Guangdong, omkring 100 kilometer nordost om provinshuvudstaden Guangzhou. Antalet invånare är 25 157. Befolkningen består av 12 412 kvinnor och 12 745 män. Barn under 15 år utgör 21,0 %, vuxna 15-64 år 68 %, och äldre över 65 år 10,0 %.